# 1Password
1Password — программа для хранения паролей для macOS, Windows, Linux, iOS, ChromeOS, Android и командной строки, разработанная AgileBits Inc. Предоставляет возможность хранить различные пароли, данные банковских карт, лицензии на программное обеспечение и другую конфиденциальную информацию в защищённом мастер-паролем виртуальном хранилище, заблокированном с использованием стандарта PBKDF2. Данные шифруются алгоритмом AES 256 GCM.

## Синхронизация базы паролей
1Password может хранить базу паролей локально на устройстве и никогда не синхронизируется с удаленными серверами.
Базу между приложениями на различных устройствах также можно синхронизировать через:
- Собственное облако 1password;
- Apple iCloud;
- локальную сеть Wi-Fi;
- Dropbox.